# Isla Margarita (Colombia)
La Isla Margarita o Isla de Mompós, se localiza en el Departamento de Bolívar sobre la región de La Mojana. Es la isla fluvial más grande de Colombia y la novena en el mundo, donde los brazos Mompox y de Loba hacen que el río Cauca desagüe en el río Magdalena.
En sus territorios se hallan los municipios de Santa Cruz de Mompox, Cicuco, Hatillo de Loba, Margarita, San Fernando y Talaigua Nuevo. La isla limita al sur con Pinillos; al norte con el municipio de Magangué, el centro financiero más grande del centro sur del departamento de Bolívar, y al oriente con el departamento de Magdalena.
En la isla se encuentran especies de peces como barbudo, bocachico, mojarra amarilla y mojarra lora, y especies de vida anfibia como babillas, galápagos, tortugas y nutrias. La flora en tanto está compuesta por cantagallo, mangle, pimiento, coquillo o cocuelo y campano.